# Archignac
Ne doit pas être confondu avec Archignat.
Archignac est une commune française située dans le département de la Dordogne, en région Nouvelle-Aquitaine.

## Géographie

### Généralités
Traversée par le 45e parallèle nord, la commune d'Archignac est de ce fait située à égale distance du pôle Nord et de l'équateur terrestre, soit environ 5 000 km.
Archignac est une commune du quart sud-est du département de la Dordogne, située dans le Périgord noir. Elle est bordée à l'ouest par la Chironde. C'est une commune rurale qui fait partie de l'aire d'attraction de Sarlat-la-Canéda.
À l'écart des routes principales, le petit bourg d'Archignac est situé, en distances orthodromiques, treize kilomètres au sud-est de Montignac-Lascaux et seize kilomètres au nord-nord-est du centre-ville de Sarlat-la-Canéda.

### Communes limitrophes
Archignac est limitrophe de cinq autres communes.
| Coly-Saint-Amand | La Cassagne | Jayac  |
|                  | Archignac   |        |
| Saint-Geniès     |             | Paulin |

### Géologie et relief

#### Géologie
Situé sur la plaque nord du Bassin aquitain et bordé à son extrémité nord-est par une frange du Massif central, le département de la Dordogne présente une grande diversité géologique. Les terrains sont disposés en profondeur en strates régulières, témoins d'une sédimentation sur cette ancienne plate-forme marine. Le département peut ainsi être découpé sur le plan géologique en quatre gradins différenciés selon leur âge géologique. Archignac est située dans le troisième gradin à partir du nord-est, un plateau formé de calcaires hétérogènes du Crétacé.
Les couches affleurantes sur le territoire communal sont constituées de formations superficielles du Quaternaire datant du Cénozoïque et de roches sédimentaires du Mésozoïque. La formation la plus ancienne, notée c2a, date du Turonien inférieur, composée de Calcaire crayeux blanchâtre en plaquettes ou noduleux. La formation la plus récente, notée CFvs, fait partie des formations superficielles de type colluvions carbonatées de vallons secs : sable limoneux à débris calcaires et argile sableuse à débris. Le descriptif de ces couches est détaillé dans  les feuilles « no 784 - Terrasson » et « no 808 - Sarlat-la-Canéda » de la carte géologique au 1/50 000 de la France métropolitaine, et leurs notices associées,.

Carte géologique d'Archignac.

#### Relief et paysages
Le département de la Dordogne se présente comme un vaste plateau incliné du nord-est (491 m, à la forêt de Vieillecour dans le Nontronnais, à Saint-Pierre-de-Frugie) au sud-ouest (2 m à Lamothe-Montravel). L'altitude du territoire communal varie quant à elle entre 157 m et 323 m,.
Dans le cadre de la Convention européenne du paysage entrée en vigueur en France le 1er juillet 2006, renforcée par la loi du 8 août 2016 pour la reconquête de la biodiversité, de la nature et des paysages, un atlas des paysages de la Dordogne a été élaboré sous maîtrise d’ouvrage de l’État et publié en octobre 2020. Les paysages du département s'organisent en huit unités paysagères et 14 sous-unités. La commune fait partie du Périgord noir, un paysage vallonné et forestier, qui ne s’ouvre que ponctuellement autour de vallées-couloirs et d’une multitude de clairières de toutes tailles. Il s'étend du nord de la Vézère au sud de la Dordogne (en amont de Lalinde) et est riche d’un patrimoine exceptionnel.
La superficie cadastrale de la commune publiée par l'Insee, qui sert de référence dans toutes les statistiques, est de 22,90 km2,,. La superficie géographique, issue de la BD Topo, composante du Référentiel à grande échelle produit par l'IGN, est quant à elle de 23,35 km2.

### Hydrographie

#### Réseau hydrographique
La commune est située dans le bassin de la Dordogne au sein du Bassin Adour-Garonne. Elle est drainée par la Chironde, le ruisseau de Sireyjol (appelé Hyronde dans sa partie aval), le Gour et par divers petits cours d'eau, qui constituent un réseau hydrographique de 18 km de longueur totale,.
La Chironde, d'une longueur totale de 15,41 km, prend sa source dans la commune de Saint-Crépin-et-Carlucet et se jette dans le Coly en rive gauche à Coly-Saint-Amand (territoire de l'ancienne commune de Coly),. Elle sert de limite naturelle à l'ouest sur deux kilomètres, face à Saint-Geniès et Coly-Saint-Amand.
Son affluent de rive droite l'Hyronde (ou ruisseau de Sireyjol dans sa partie amont) arrose le sud-ouest de la commune sur plus de quatre kilomètres, dont plus de deux kilomètres et demi en limite de Saint-Geniès.
Autre affluent de rive droite de la Chironde, le Gour prend sa source sur le territoire communal qu'il baigne sur quatre kilomètres et demi.

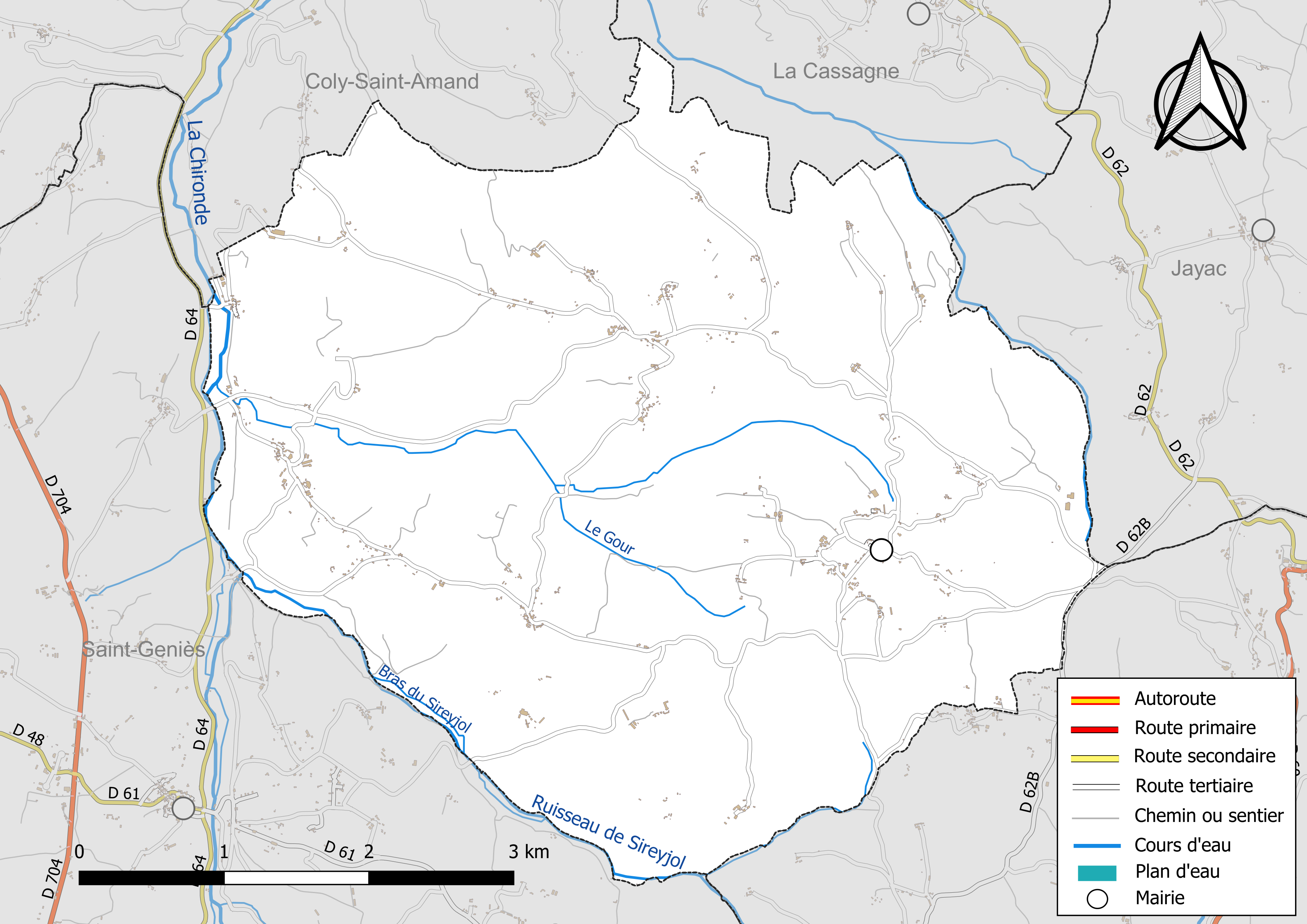
Réseaux hydrographique et routier d'Archignac.
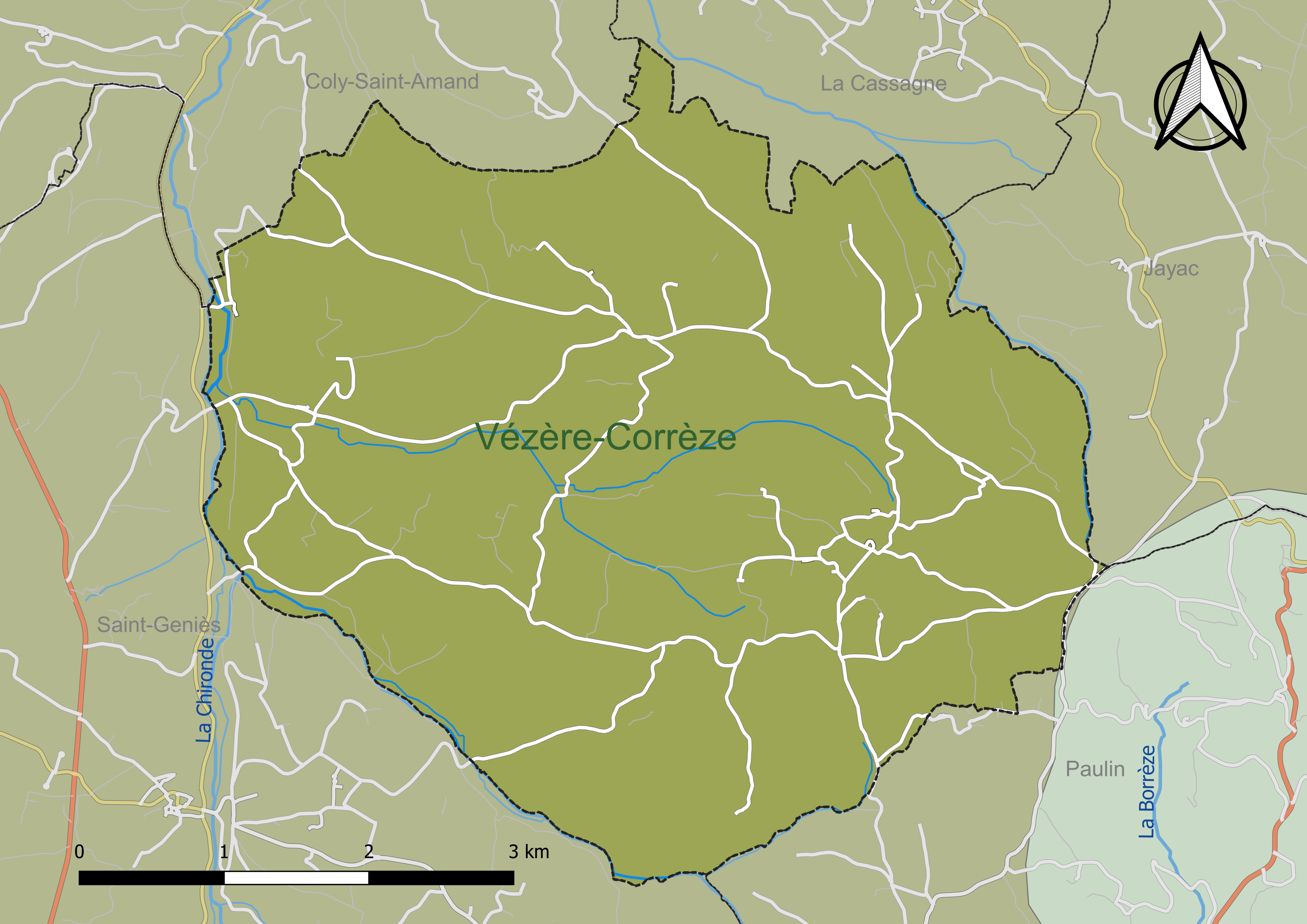
Carte des schémas d'aménagement et de gestion des eaux (SAGE) couvrant le territoire communal d'Archignac.

#### Gestion et qualité des eaux
Le territoire communal est couvert par les schémas d'aménagement et de gestion des eaux (SAGE) « Dordogne amont » et « Vézère-Corrèze ». Le SAGE « Dordogne amont », dont le territoire s'étend des sources de la Dordogne jusqu'à la confluence de la Vézère à Limeuil, d'une superficie de 9 700 km2 est en cours d'élaboration. La structure porteuse de l'élaboration et de la mise en œuvre est l'établissement public territorial de bassin de la Dordogne (EPIDOR). Le SAGE « Vézère-Corrèze », dont le territoire regroupe les bassins versants de la Vézère et de la Corrèze, d'une superficie de 3 730 km2 est en cours d'élaboration. La structure porteuse de l'élaboration et de la mise en œuvre est le conseil départemental de la Corrèze. Ils définissent chacun sur leur territoire les objectifs généraux d’utilisation, de mise en valeur et de protection quantitative et qualitative des ressources en eau superficielle et souterraine, en respect des objectifs de qualité définis dans le troisième SDAGE  du Bassin Adour-Garonne qui couvre la période 2022-2027, approuvé le 10 mars 2022.
La quasi-totalité du territoire communal dépend du SAGE Vézère-Corrèze, seule une infime partie en limite orientale de la commune, en limite de Jayac et Paulin, étant rattachée au SAGE Dordogne amont. La quasi-totalité du territoire communal dépend du SAGE Vézère-Corrèze, seul une minuscule portion à l'est d'environ d'environ un hectare, en limite de Jayac et de Paulin étant rattachée au SAGE Dordogne amont.
La qualité des eaux de baignade et des cours d’eau peut être consultée sur un site dédié géré par les agences de l’eau et l’Agence française pour la biodiversité.

### Climat
Pour des articles plus généraux, voir Climat de la Nouvelle-Aquitaine et Climat de la Dordogne.
Historiquement, la commune est exposée à un climat océanique aquitain.
En 2020, Météo-France publie une typologie des climats de la France métropolitaine dans laquelle la commune est exposée à un climat océanique altéré et est dans la région climatique Ouest et nord-ouest du Massif Central, caractérisée par une pluviométrie annuelle de 900 à 1 500 mm, maximale en automne et en hiver.
Pour la période 1971-2000, la température annuelle moyenne est de 12 °C, avec  une amplitude thermique annuelle de 15,1 °C. Le cumul annuel moyen de précipitations est de 988 mm, avec 11,9 jours de précipitations en janvier et 7,2 jours en juillet. Pour la période 1991-2020, la température moyenne annuelle observée sur la station météorologique la plus proche, située sur la commune de Salignac-Eyvigues à 4 km à vol d'oiseau, est de 13,0 °C et le cumul annuel moyen de précipitations est de 907,1 mm,. Pour l'avenir, les paramètres climatiques de la commune estimés pour 2050 selon différents scénarios d’émission de gaz à effet de serre sont consultables sur un site dédié publié par Météo-France en novembre 2022.

## Urbanisme

### Typologie
Au 1er janvier 2024, Archignac est catégorisée commune rurale à habitat très dispersé, selon la nouvelle grille communale de densité à 7 niveaux définie par l'Insee en 2022.
Elle est située hors unité urbaine. Par ailleurs la commune fait partie de l'aire d'attraction de Sarlat-la-Canéda, dont elle est une commune de la couronne,. Cette aire, qui regroupe 45 communes, est catégorisée dans les aires de moins de 50 000 habitants,.

### Occupation des sols
L'occupation des sols de la commune, telle qu'elle ressort de la base de données européenne d’occupation biophysique des sols Corine Land Cover (CLC), est marquée par l'importance des forêts et milieux semi-naturels (54 % en 2018), une proportion sensiblement équivalente à celle de 1990 (54,2 %). La répartition détaillée en 2018 est la suivante : 
forêts (54 %), zones agricoles hétérogènes (46 %). L'évolution de l’occupation des sols de la commune et de ses infrastructures peut être observée sur les différentes représentations cartographiques du territoire : la carte de Cassini (XVIIIe siècle), la carte d'état-major (1820-1866) et les cartes ou photos aériennes de l'IGN pour la période actuelle (1950 à aujourd'hui).

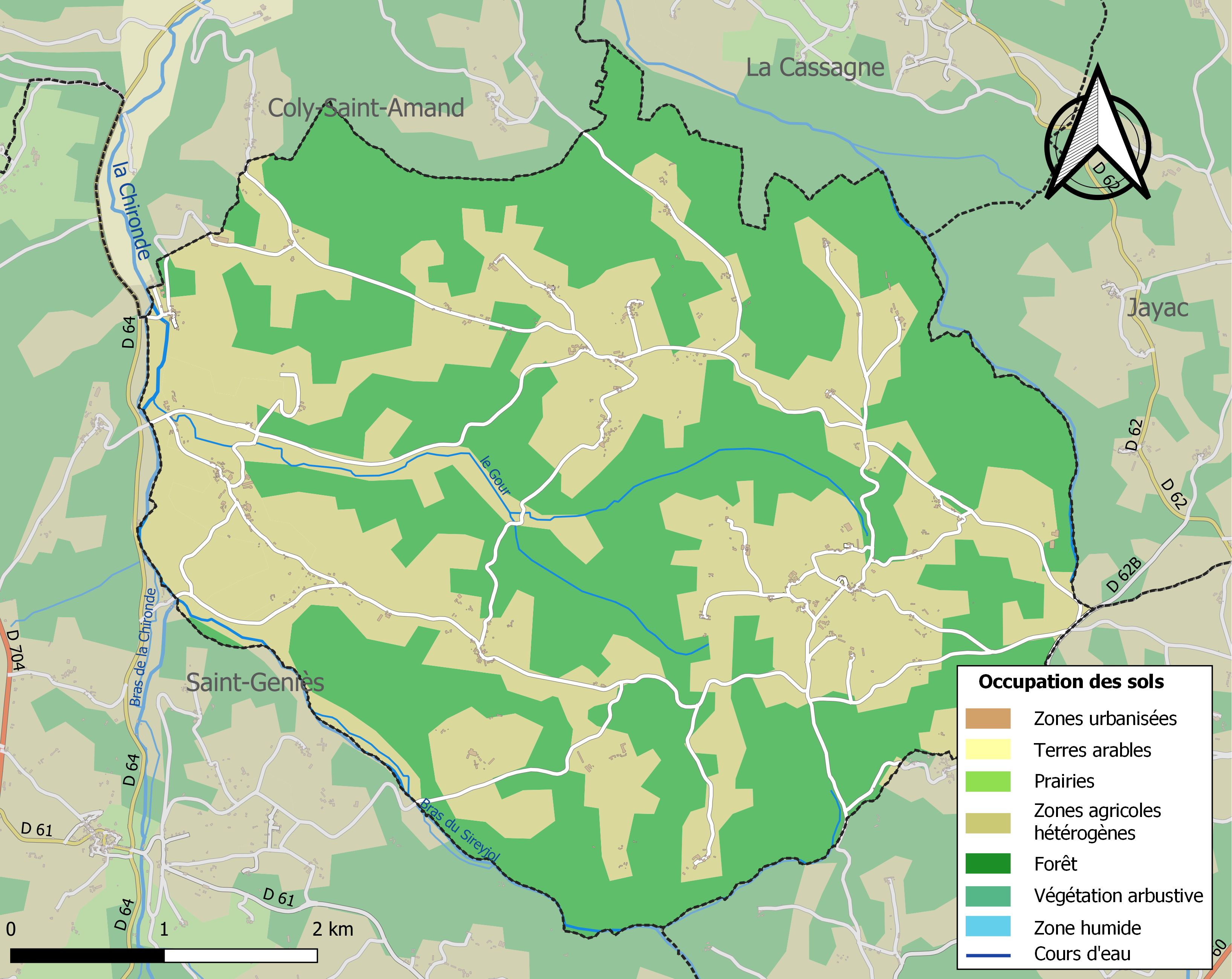
Carte des infrastructures et de l'occupation des sols de la commune en 2018 (CLC).

### Villages, hameaux et lieux-dits
Outre le petit bourg d'Archignac proprement dit, le territoire se compose d'autres villages ou hameaux, ainsi que de lieux-dits :
- les Ans
- Arty
- Barradis
- la Bazaquerie
- les Bessoules
- Bois du Cap
- les Bordes
- la Borie
- la Branderie
- le Burg
- Cabrerie
- Cantegrel
- la Chardonnerie
- la Contie
- Enchayre
- l'Enclos
- les Escures
- Espérier
- l'Estrade
- la Fage
- la Fargette
- la Force
- le Grand Bos
- les Granges
- Gratadie
- les Grèzes
- les Hautes Vignes
- Imbes
- Jardoule
- la Jaubertie
- Langlais
- Larnaudie
- Longerette
- Loys
- Maison Selves
- les Marquises
- le Mas
- Mayac
- Mons
- le Moulin de Barrot
- le Moulin du Cap
- le Moulin de Larnaudie
- le Moulin de Monsieur
- Moulin de la Vergne
- Pech d'Angle
- Pech Divendre
- Pech Jouan
- Pech Landry
- Péchaude
- Péchauriol
- Pégouy
- le Pic
- le Pont
- Pouch
- le Poujoulou
- les Pradelles
- la Préfecture
- Puy Lagarde
- la Salvagie
- les Taillis
- Terjaillac
- le Terme
- les Trois Chemins
- les Veyssières
- Vierval.

### Prévention des risques
Le territoire de la commune d'Archignac est vulnérable à différents aléas naturels : météorologiques (tempête, orage, neige, grand froid, canicule ou sécheresse), feux de forêts, mouvements de terrains et séisme (sismicité très faible). Un site publié par le BRGM permet d'évaluer simplement et rapidement les risques d'un bien localisé soit par son adresse soit par le numéro de sa parcelle.
Archignac est exposée au risque de feu de forêt. L’arrêté préfectoral du 14 mars 2013 fixe les conditions de pratique des incinérations et de brûlage dans un objectif de réduire le risque de départs d’incendie. À ce titre, des périodes sont déterminées : interdiction totale du 15 février au 15 mai et du 15 juin au 15 octobre, utilisation réglementée du 16 mai au 14 juin et du 16 octobre au 14 février. En septembre 2020, un plan inter-départemental de protection des forêts contre les incendies (PidPFCI) a été adopté pour la période 2019-2029,.

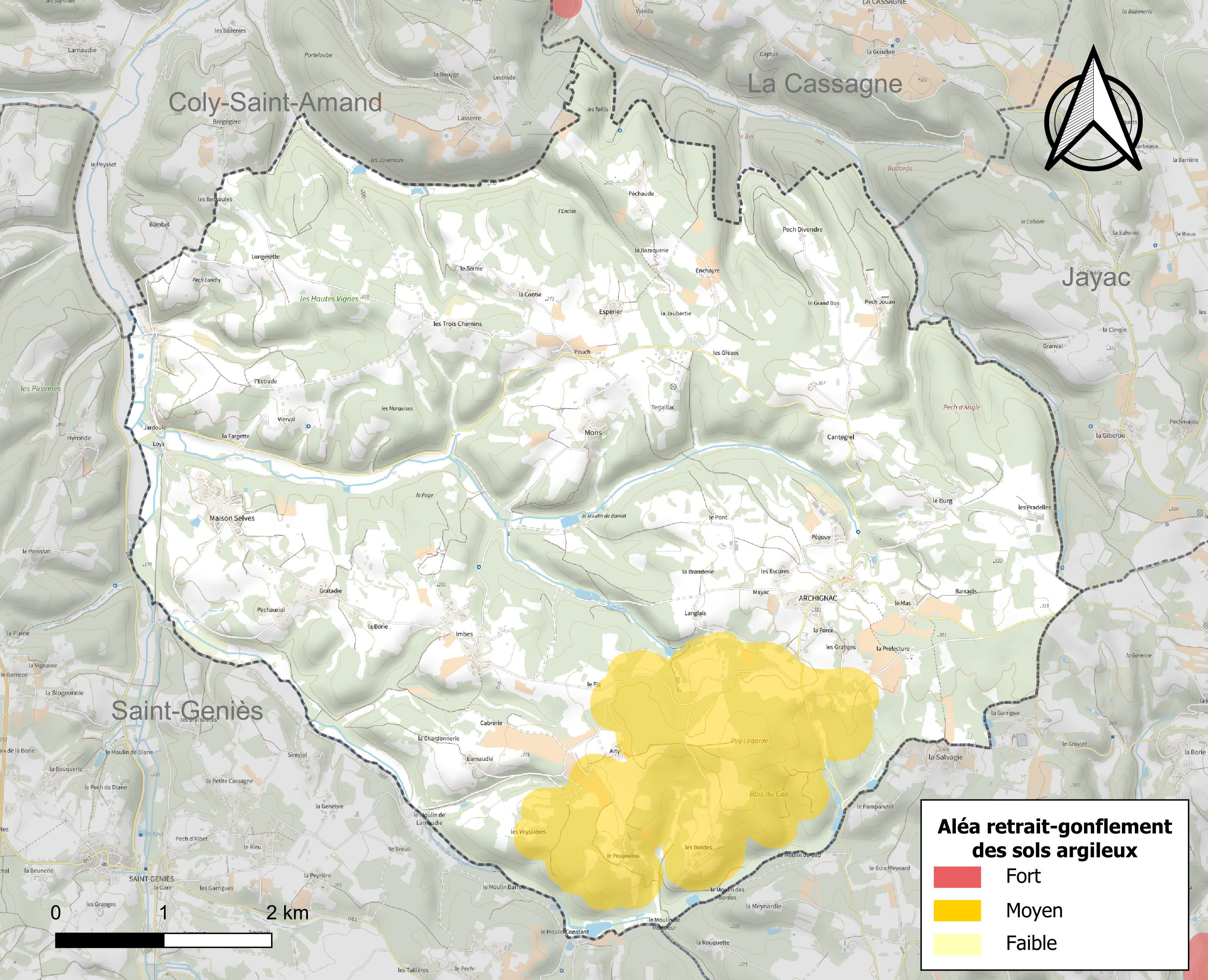
Carte des zones d'aléa retrait-gonflement des sols argileux d'Archignac.

Les mouvements de terrains susceptibles de se produire sur la commune sont des tassements différentiels. Le retrait-gonflement des sols argileux est susceptible d'engendrer des dommages importants aux bâtiments en cas d’alternance de périodes de sécheresse et de pluie. 11,5 % de la superficie communale est en aléa moyen ou fort (58,6 % au niveau départemental et 48,5 % au niveau national métropolitain). Depuis le 1er octobre 2020, en application de la loi ÉLAN, différentes contraintes s'imposent aux vendeurs, maîtres d'ouvrages ou constructeurs de biens situés dans une zone classée en aléa moyen ou fort,.
La commune a été reconnue en état de catastrophe naturelle au titre des dommages causés par les inondations et coulées de boue survenues en 1982 et 1999, par la sécheresse en 1989, 2011 et 2019 et par des mouvements de terrain en 1999.

## Toponymie
Le nom d'Archignac se réfère à un personnage d'origine gallo-romane : Arcanius, suivi du suffixe -acum indiquant le « domaine d'Arcanius ».
En occitan, la commune porte le nom d'Archinhac.

## Histoire
Le territoire communal a été occupé au Paléolithique et au Néolithique.
La première mention écrite connue du lieu apparait au Xe siècle sous la forme Vicaria Arcaniensis, suivie deux siècles plus tard de la désignation de son église sous le nom de Sanctus Stephanus d'Archanac.
Dans un jugement rendu en 1321 par Géraud de Ferrières, chevalier de La Brunie, juge du château et de la châtellenie de Salignac contre un nommé Jean, lépreux, il est mention d'une "léproserie d'Archignac" qui relevait donc de Salignac (vient d'un factum du 14 mai 1768).

## Politique et administration

### Rattachements administratifs
La commune d'Archignac a, dès 1790, été rattachée au canton de la Cassagne qui dépendait du district de Montignac jusqu'en 1795, date de suppression des districts. Lorsque ce canton est supprimé par la loi du 8 pluviôse an IX (28 janvier 1801)  portant sur la « réduction du nombre de justices de paix », la commune est rattachée au canton de Salignac (devenu canton de Salignac-Eyvignes en 1965, puis renommé en canton de Salignac-Eyvigues en 2001), dépendant de l'arrondissement de Sarlat (devenu l'arrondissement de Sarlat-la-Canéda en 1965).
À la fin de 1998, Archignac intègre dès sa création la communauté de communes du Salignacois. Celle-ci est dissoute le 31 décembre 2013 et remplacée le 1er janvier 2014 par la communauté de communes du Pays de Fénelon.

### Administration municipale
La population de la commune étant comprise entre 100 et 499 habitants au recensement de 2017, onze conseillers municipaux ont été élus en 2020,.

### Liste des maires
| Période                                  | Période   | Identité      | Étiquette    | Qualité                                                                           |
| ---------------------------------------- | --------- | ------------- | ------------ | --------------------------------------------------------------------------------- |
| Les données manquantes sont à compléter. |           |               |              |                                                                                   |
|                                          |           |               |              |                                                                                   |
| 1989                                     | mars 2008 | Serge Laval   | RPR puis UMP | Technicien à la DDE Conseiller général du canton de Salignac-Eyvigues (1992-2011) |
| mars 2008 (réélu en mai 2020)            | En cours  | Alain Laporte | SE           | Entrepreneur                                                                      |

## Équipements et services publics

### Justice
Dans le domaine judiciaire, Archignac relève : 
- du tribunal de proximité de Sarlat-la-Canéda ;
- du tribunal judiciaire, du tribunal pour enfants, du conseil de prud'hommes et du tribunal de commerce de Bergerac ;
- du pôle Nationalité du tribunal judiciaire de Périgueux (compétent uniquement dans le domaine de la nationalité) ;
- de la cour d'appel et de la cour administrative d'appel de Bordeaux.

## Population et société

### Démographie
Les habitants d'Archignac se nomment les Archignacois.
L'évolution du nombre d'habitants est connue à travers les recensements de la population effectués dans la commune depuis 1793. Pour les communes de moins de 10 000 habitants, une enquête de recensement portant sur toute la population est réalisée tous les cinq ans, les populations de référence des années intermédiaires étant quant à elles estimées par interpolation ou extrapolation. Pour la commune, le premier recensement exhaustif entrant dans le cadre du nouveau dispositif a été réalisé en 2007.

En 2022, la commune comptait 403 habitants, en évolution de +13,52 % par rapport à 2016 (Dordogne : +0,37 %, France hors Mayotte : +2,11 %).
| 1793 | 1800 | 1806 | 1821 | 1831 | 1836 | 1841 | 1846  | 1851 |
| ---- | ---- | ---- | ---- | ---- | ---- | ---- | ----- | ---- |
| 864  | 826  | 904  | 924  | 915  | 969  | 985  | 1 013 | 995  |

| 1856 | 1861 | 1866 | 1872 | 1876 | 1881 | 1886 | 1891 | 1896 |
| ---- | ---- | ---- | ---- | ---- | ---- | ---- | ---- | ---- |
| 990  | 959  | 978  | 919  | 915  | 862  | 837  | 799  | 779  |

| 1901 | 1906 | 1911 | 1921 | 1926 | 1931 | 1936 | 1946 | 1954 |
| ---- | ---- | ---- | ---- | ---- | ---- | ---- | ---- | ---- |
| 731  | 676  | 668  | 574  | 540  | 526  | 506  | 464  | 402  |

| 1962 | 1968 | 1975 | 1982 | 1990 | 1999 | 2006 | 2007 | 2012 |
| ---- | ---- | ---- | ---- | ---- | ---- | ---- | ---- | ---- |
| 355  | 352  | 318  | 309  | 302  | 297  | 324  | 328  | 337  |

| 2017 | 2022 | - | - | - | - | - | - | - |
| ---- | ---- | - | - | - | - | - | - | - |
| 363  | 403  | - | - | - | - | - | - | - |

### Sports
- En mars, « l'Archignacoise » propose des parcours de randonnée pédestre sur 9 ou 15 km, de trail de loisir sur 9 ou 15 ou 22 km, de VTT sur 22 ou 37 ou 50 km et de Gravel sur 48 ou 75 km (16e édition en 2025)[56].

## Économie

### Emploi
En 2021, parmi la population communale comprise entre 15 et 64 ans, les actifs représentent 182 personnes, soit 45,9 % de la population municipale. Le nombre de chômeurs (17) a augmenté par rapport à 2015 (12) et le taux de chômage de cette population active s'établit à 9,5 %.

### Activités hors agriculture
33 établissements marchands non agricoles sont économiquement actifs en 2021 à Archignac,.
| Secteur d'activité                                                                                        | Commune | Commune | Département |
| Secteur d'activité                                                                                        | Nombre  | %       | %           |
| --- | ------- | ------- | ----------- |
| Ensemble                                                                                                  | 33      |         |             |
| Industrie manufacturière, industries extractives et autres                                                | 3       | 9,1 %   | (8,4 %)     |
| Construction                                                                                              | 5       | 15,2 %  | (13,4 %)    |
| Commerce de gros et de détail, transports, hébergement et restauration                                    | 10      | 30,3 %  | (28,2 %)    |
| Information et communication                                                                              | 0       | 0,0 %   | (1,8 %)     |
| Activités financières et d'assurance                                                                      | 0       | 0,0 %   | (3,6 %)     |
| Activités immobilières                                                                                    | 2       | 6,1 %   | (6,7 %)     |
| Activités spécialisées, scientifiques et techniques et activités de services administratifs et de soutien | 6       | 18,2 %  | (15 %)      |
| Administration publique, enseignement, santé humaine et action sociale                                    | 2       | 6,1 %   | (12,8 %)    |
| Autres activités de services                                                                              | 5       | 15,2 %  | (10,1 %)    |

Le secteur du commerce de gros et de détail, des transports, de l'hébergement et de la restauration est prépondérant sur la commune puisqu'il représente 30,3 % du nombre total d'établissements de la commune (10 sur les 33 entreprises implantées  à Archignac), contre 28,2 % au niveau départemental.

### Agriculture
La commune est dans le « Périgord Noir », une petite région agricole dans le département de la Dordogne. En 2020, l'orientation technico-économique de l'agriculture  sur la commune est la polyculture et/ou le polyélevage.
|               | 1988 | 2000 | 2010  | 2020 |
| ------------- | ---- | ---- | ----- | ---- |
| Exploitations | 42   | 33   | 35    | 24   |
| SAU (ha)      | 859  | 940  | 1 127 | 879  |

Le nombre d'exploitations agricoles en activité et ayant leur siège dans la commune est passé de 42 lors du recensement agricole de 1988  à 33 en 2000 puis à 35 en 2010 et enfin à 24 en 2020, soit une baisse de 43 % en 32 ans. Le même mouvement est observé à l'échelle du département qui a perdu pendant cette période 60 % de ses exploitations (passant de 15 825 à 6 328),. La surface agricole utilisée sur la commune a quant à elle augmenté, passant de 859 ha en 1988, à 879 ha en 2020. Parallèlement la surface agricole utilisée moyenne par exploitation a augmenté, passant de 20 à 37 ha.

## Culture locale et patrimoine

### Lieux et monuments
- Église Saint-Étienne d'Archignac des XIIe et XVIe siècles, inscrite au titre des monuments historiques en 1948[64].

## Pour approfondir